# Le Fils d'un Hors-la-loi
Pour plus de détails, voir Fiche technique et Distribution.
Le Fils d'un hors-la-loi (titre original : Son of a Gunfighter) est un film hispanico-américain de Paul Landres sorti en 1965.

## Synopsis
En 1877, après avoir été blessé par des bandits, Johnny, un hors-la-loi recherché, se réfugie chez le fermier Don Pedro et sa fille Pilar. Guéri, il se lance à la poursuite de James Ketchum. Alors qu'il souhaite l'abattre, Johnny découvre que Ketchum est en réalité son père. Aussitôt après, ce dernier est tué par les hommes de Morales...

## Fiche technique
- Titre original : Son of a Gunfighter
- Réalisation : Paul Landres
- Scénario : Clarke Reynolds et Paul Landres (non crédité)
- Directeur de la photographie : Manuel Berenguer
- Montage : Sherman Rose
- Costumes : Flora Salamero
- Production : Lester Welch
- Genre : Western
- Pays de production :  États-Unis,  Espagne
- Durée : 91 minutes
- Date de sortie :
  - Espagne : 2 août 1965
  - États-Unis : Mai 1966

## Distribution
- Russ Tamblyn (VF : Michel Cogoni) : Johnny
- Kieron Moore (VF : Georges Aminel) : le député Mace Fenton
- James Philbrook (VF : Michel Gatineau) : James « Ace » Ketchum
- Fernando Rey (VF : Jean-Henri Chambois) : Don Pedro Fortuna
- Maria Granada : Pilar Fortuna
- Aldo Sambrell (VF : Henry Djanik) : Juan Morales
- Antonio Casas (VF : Lucien Bryonne) : Pecos, le lieutenant d'Ace
- Barta Barri (VF : Jean Berton) : Esteben (Esteban en VF), l'intendant de Don Pedro
- Ralph Browne (VF : Jean Violette) : le shérif Litton
- Andy Anza (VF : Jacques Balutin) : Fuentes
- Fernando Hilbeck (VF : Serge Lhorca) : Joaquin, le guide de Johnny
- Hector Quiroga : Jim, le garde de la diligence
- Carmen Tarazzo (VF : Paula Dehelly) : Maria, la femme d'Esteben
- Maria Jose Collado : Sarita, la servante de Pilar